# Lobogonodes erectaria
Lobogonodes erectaria är en fjärilsart som beskrevs av John Henry Leech 1897. Lobogonodes erectaria ingår i släktet Lobogonodes och familjen mätare. Inga underarter finns listade i Catalogue of Life.